# Olympia mit Waldi & Harry
Olympia mit Waldi & Harry war eine Late Night Show im Ersten, die vom Sportmoderator Waldemar Hartmann und dem Kabarettisten Harald Schmidt moderiert wurde. Sie wurde erstmals zu den Olympischen Winterspielen 2006 in Turin ausgestrahlt. Das Format wurde zwei Jahre später bei den Sommerspielen 2008 in Peking, wiederholt.

## Ablauf
Waldemar Hartmann und Harald Schmidt präsentierten die Höhepunkte des jeweiligen „Olympia-Tages“. Dazu wurden Studiogäste eingeladen und Reportagen gezeigt.

## Staffeln

### Olympische Winterspiele 2006 in Turin
Vom 12. Februar bis zum 25. Februar 2006 wurde die Late-Night-Show jeweils an den ARD-Sendetagen im Anschluss an die Tagesthemen ausgestrahlt, mit Ausnahme der letzten Sendung am 25. Februar, die bereits 21:10 Uhr begann.
Die Sendung hatte eine Länge von 60 Minuten und gab einen humoristischen Tagesrückblick auf das sportliche Geschehen bei den Winterspielen. Schmidt übernahm dabei die Rolle des Sidekicks. Die Show wurde live aus dem Deutschen Haus in Sestriere gesendet.
In der ersten Sendung waren die Studiogäste unter anderem die Eiskunstläuferin und zweifache Olympiasiegerin Katarina Witt, sowie der Rennrodler und dreifache Olympiasieger Georg Hackl, der in Turin seinen sechsten und letzten Olympiaauftritt hatte. Neben den Interviews mit den Gästen zeigte Harald Schmidt einen kleinen Bericht unter dem Titel Avanti Harry über den Besuch einer Sportstätte. So berichtete er unter anderem vom Curlingtraining mit der deutschen Mannschaft, von der Arbeit der Interviewer bei den alpinen Sportarten und von den Bobwettbewerben.

#### Zuschauerresonanz
| Datum       | Zuschauerzahl  | Marktanteil  | Sendebeginn |
| ----------- | -------------- | ------------ | ----------- |
| 13. Februar | 2,41 Millionen | 12,2 Prozent | 22:35 Uhr   |
| 14. Februar | 2,25 Millionen | 18,6 Prozent | 23:20 Uhr   |
| 17. Februar | 1,35 Millionen | 13,0 Prozent | 23:35 Uhr   |
| 18. Februar | 1,91 Millionen | 9,6 Prozent  | 22:45 Uhr   |
| 20. Februar | 1,77 Millionen | 18,1 Prozent | 23:35 Uhr   |
| 21. Februar | 2,05 Millionen | 15,7 Prozent | 23:20 Uhr   |
| 25. Februar | 3,45 Millionen | 11,4 Prozent | 21:15 Uhr   |

### Olympische Sommerspiele 2008 in Peking
Das Format wurde bei den Olympischen Sommerspielen 2008 in Peking wiederholt. Für jede deutsche Goldmedaille wurde ein Goldfisch in ein Aquarium gesetzt.
Die erste Sendung wurde am Samstag, den 9. August um 23:10 Uhr gezeigt, die letzte am 28. August um 22:10 Uhr.

## Abwandlung des Sendeformats
Nach den Winterspielen 2006 wurde darüber nachgedacht, eine ähnliche Show für die im kommenden Sommer stattfindende Fußball-Weltmeisterschaft 2006 in Deutschland in gleicher Besetzung zu senden. Dies wurde später allerdings von Harald Schmidt abgelehnt („Ich sehe mich bei der WM eigentlich mit dem Hefeweizen meiner Wahl in kurzen Hosen vor dem Fernseher liegen.“). Waldemar Hartmann begründete die Entscheidung gegen eine solche Show damit, dass bei der WM längst nicht so offen mit Sportlern gesprochen werden könne und wegen strenger Auflagen der FIFA eine solch offene Berichterstattung (z. B. mit Besuch der Wettkampfstätten) nicht möglich sei.
Es fand deshalb eine „Stammtischrunde“ mit ehemaligen Fußballern, Sportlern, Politikern, Journalisten und Kabarettisten im Waldis WM-Club statt. Ähnliches wurde bei der Fußball-Europameisterschaft 2008 unter dem Titel: Waldis EM-Club wiederholt.